# Браун, Александр
Александр Карл Генрих Браун (нем. Alexander Carl (Karl) Heinrich Braun; 10 мая 1805 — 29 марта 1877) — немецкий биолог, ботаник, миколог и палеонтолог.

## Биография
Александр Браун родился в городе Регенсбург 10 мая 1805 года.
Окончил гимназию Бисмарка в Карлсруэ. С 1824 по 1827 год изучал естественные науки в городе Хайдельберг.
Он проводил свои ботанические исследования до 1831 года в Мюнхенском университете Людвига-Максимилиана и до 1832 года в Париже. В 1833 году Браун был назначен профессором ботаники и зоологии в Политехническом институте в Карлсруэ. В 1846 году он был назначен профессором ботаники во Фрайбургский университет, где был также директором Ботанического сада.
В 1869 году Браун был одним из основателей Берлинского общества антропологии, этнологии и истории первобытного общества.
Александр Браун умер в Берлине 29 марта 1877 года.

## Научная деятельность
Браун специализировался на папоротниковидных, Мохообразных, водорослях, семенных растениях, на окаменелостях и на микологии.

## Научные работы
- 1831: Untersuchung über die Ordnung der Schuppen an den Tannenzapfen.
- 1842: Nachträgliche Mitteilungen über die Gattungen Marsilia und Pilularia.
- 1851: Betrachtungen über die Erscheinung der Verjüngung in der Natur, insbesondere in der Lebens- und Bildungsgeschichte der Pflanze (Leipzig, 198 pp.).
- 1852: Über die Richtungsverhältnisse der Saftströme in den Zellen der Characeen.
- 1853: Das Individuum der Pflanze in seinem Verhältnis zur Spezies etc.
- 1854: Über den schiefen Verlauf der Holzfaser und die dadurch bedingte Drehung der Stämme.
- 1854: Über einige neue und weniger bekannte Krankheiten der Pflanzen, welche durch Pilze erzeugt werden.
- 1854: Das Individuum der Species in seinem Verhältnis zur Pflanze.
- 1855: Algarum unicellularium genera nova et minus cognita.
- 1856: Über Chytridium, eine Gattung einzelliger Schmarotzergewächse auf Algen und Infusorien.
- 1857: Über Parthenogenesis bei Pflanzen.
- 1860: Über Polyembryonie und Keimung von Caelebogyne.
- 1862: Über die Bedeutung der Morphologie.
- 1862: Zwei deutsche Isoetesarten.
- 1863: Über Isoetes.
- 1865: Beitrag zur Kenntnis der Gattung Selaginella.
- 1867: Die Characeen Afrikas.
- 1867: Conspectus systematicus Characearum europaearum.
- 1870: Neuere Untersuchungen über die Gattungen Marsilia und Pilularia.
- 1872: Über die Bedeutung der Entwicklung in der Naturgeschichte.
- 1874: Die Eiszeit der Erde. Vortrag, gehalten im Januar 1866 in Sing-Akademie zu Berlin, mit späteren Erweiterungen.

## Почести
Декоративное растение Polystichum braunii было названо в его честь.